# 오데사 오페라 발레 극장

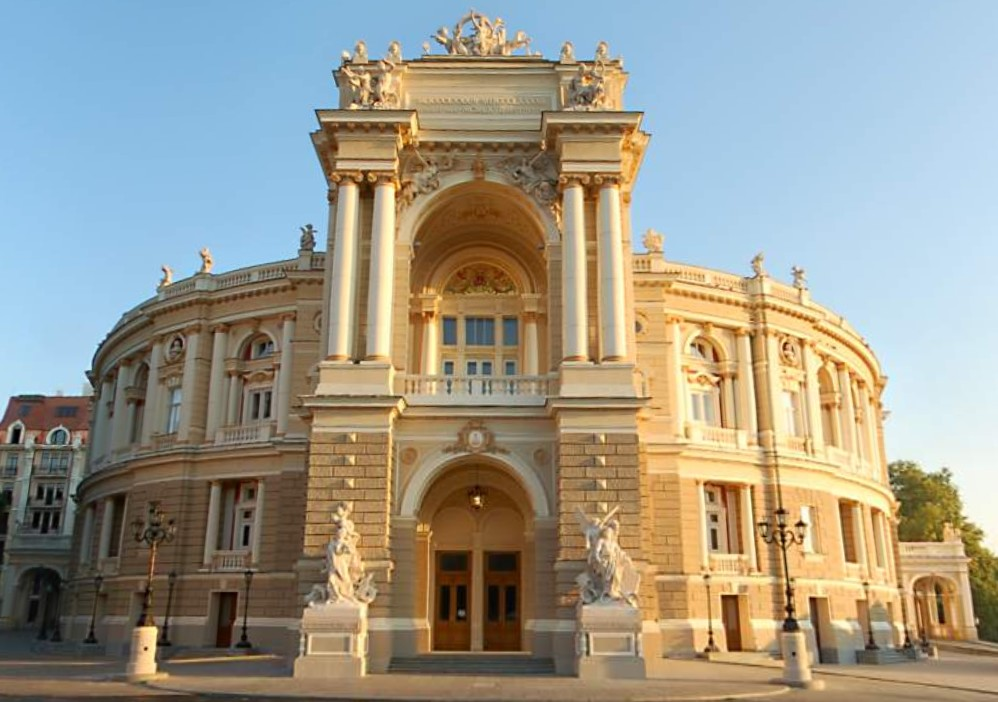
오데사 오페라 발레 극장

오데사 오페라 발레 극장은 우크라이나 오데사에 위치한 오페라 극장이다. 정식 명칭은 오데사 국립 오페라 발레 아카데미 극장(우크라이나어: Одеський національний академічний театр опери та балету)이다. 우크라이나 국립 오페라 극장, 르비우 오페라 발레 극장, 도네츠크 국립 오페라 발레 극장과 함께 우크라이나의 4대 오페라 극장으로 여겨진다.
첫 번째 극장은 1810년에 준공되었지만 1873년에 일어난 화재로 인해 소실되었다. 1887년 페르디난트 펠너(Ferdinand Fellner), 헤르만 헬너(Hermann Helmer)에 의해 네오바로크 건축 양식을 띤 현재의 오페라 극장이 건설되었다. 2007년에는 보수 공사가 완료되었다.